# Качмарчик, Кинга
Кинга Качмарчик (пол. Kinga Kaczmarczyk; род. 10 июля 1997) — польская тяжелоатлетка, выступающая в весовой категории до 87 килограммов. Бронзовый призёр чемпионата Европы.

## Биография
Кинга Качмарчик родилась 10 июля 1997 года.

## Карьера
На чемпионате Европы 2011 года среди молодёжи Кинга Качмарчик выступала в весовой категории до 69 килограммов и стала седьмой с результатом 166 кг. В следующем году она перешла в весовую категорию свыше 69 кг и вновь стала седьмой, подняв 175 кг. Она принимала участие на чемпионате мира среди молодёжи 2012 года, где стала восьмой с результатом 178 кг.
Кинга Качмарчик стала серебряным призёром чемпионата Европы до 17 лет 2013 года, где подняла 192 кг (88 + 104).
В 2014 году она выступала на чемпионате Европы среди молодёжи, где стала третьей; а затем вошла в сборную Польши на летние юношеские Олимпийские игры в Нанкине, где заняла шестое место в весовой категории свыше 63 кг, подняв 204 кг.
На чемпионатах Европы среди юниоров 2015 и 2017 годов заняла пятое место в категории свыше 75 и третье в категории до 90 кг, соответственно.
На взрослом чемпионате Европы 2018 года в Бухаресте стала бронзовым призёром в весовой категории до 90 килограммов. Качмарчик подняла в рывке 96 кг, а затем толкнула 129 кг. В том же году она участвовала на чемпионате мира в Ашхабаде, под подняла в сумме на 4 килограмма меньше, чем на европейском первенстве, и стала девятой в новой весовой категории до 87 кг.
На чемпионате Европы 2019 года в Батуми не сумела взять ни одной попытки в рывке. На чемпионате мира в Паттайе подняла всего 208 килограммов и стала семнадцатой. На чемпионате Европы до 23 лет завоевала бронзу, подняв в сумме 218 кг.
Кинга Качмарчик стала шестой на Кубке мира 2020 года в Риме и завоевала серебро на международном турнире в Мальте с результатами 214 и 220 кг, соответственно.